# Ex Casa Guerrini
L'ex casa Guerini, già Patrini, Maccabelli, è una dimora storica privata di Crema.

## Storia
Nel XVII secolo era una proprietà Patrini: lo si evince da una Parte presa del 1617 nella quale il Gran Consiglio respingeva la richiesta di Mario Patrini e fratelli di costruire un muro sul lato posteriore della proprietà, verso l’attuale Via Teresine.
Nello Stato d’anime della Parrocchia di San Giacomo del 1685 risulta abitarvi Pantaleone Patrini assieme ai servitori, mentre quale anno dopo, nel 1698, sono censiti Mario e Giovanni Andrea. 
Quest'ultimo, con atto rogato dal notaio Giacomo Guarini nel 1737, vendette lo stabile al commerciante di bestiame e formaggi Pietro Maccabelli.
Nel Sommarione censuario del 1813 il fabbricato risultava appartenere al figlio di Pietro, Giuseppe, morto celibe nel 1816, mentre la sorella Angelica, nubile, decedeva nell'anno 1829.

### Personalità legate al palazzo
Mario Patrini nel XVII secolo fu comandante di un reggimento di fanti, formato a Crema su richiesta della Repubblica di Venezia dal colonnello Mario Benvenuti. Il Patrini fu egli stesso colonnello della Serenissima, distintosi nella Guerra di Candia..

## Caratteristiche

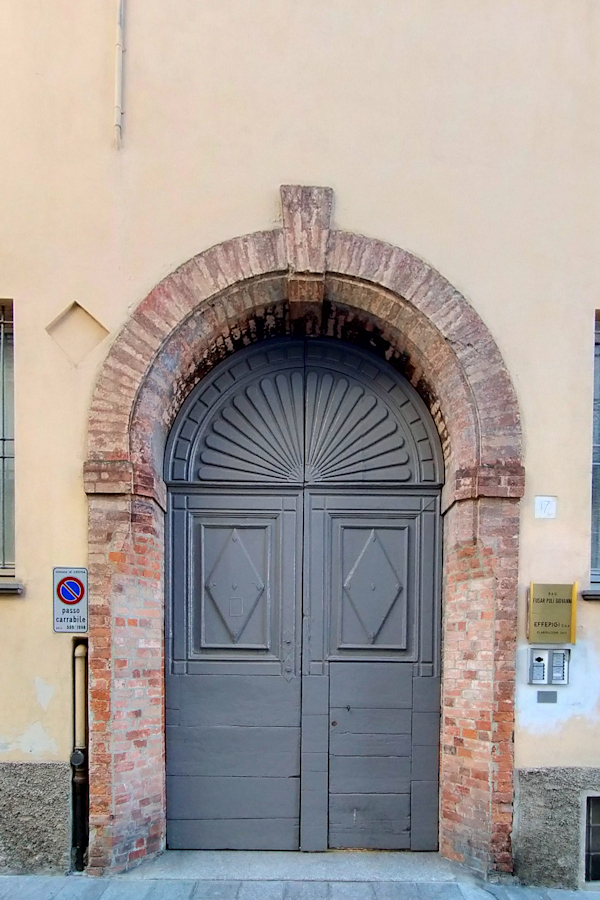
Il portale.

L'edificio ha subito nel corso dei secoli più rifacimenti. Unico elemento di interesse è il portale, interamente in cotto, con pilastri smussati che sostengono un arco a tutto sesto .
Semplici le finestre, senza cornici o decorazioni.